# Pianomethode

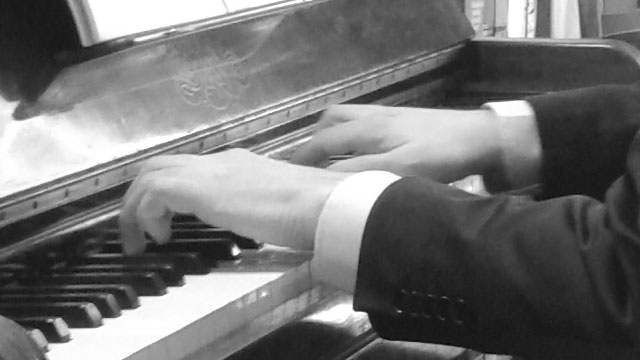
Een correcte houding van de polsen en de vingers ten opzichte van het pianoklavier is nodig om geen last te krijgen van gewrichtsproblemen. Hier is te zien dat de polsen zich in een vlak boven het klavier bevinden en dat de vingers een ronde stand aannemen.

Onder pianomethode verstaat men het geheel van inzichten en vaardigheden om door het bespelen van een piano muziek voort te brengen of dat te leren, aan de hand van daartoe vervaardigde literatuur en/of de aanwijzingen van een of meer pianopedagogen.

## Methode en techniek
In plaats van pianomethode wordt ook wel het woord pianotechniek gebruikt, maar in het laatste geval wordt dan vooral gedacht aan de fysisch-technische kwaliteiten benodigd voor het pianospelen, terwijl met methode meer de dienstbaarheid van deze techniek wordt beoogd ten behoeve van een muzikale ambitie.
Indien pianomethode wordt bedoeld als pianoles-methode is het onderdeel van de pianodidactiek, een onderwijsmethode. Deze moet dan gebaseerd zijn op pedagogische inzichten. Pianoleraren die in deze zin methodisch lesgeven worden dan ook veelal pianopedagogen genoemd.
Buiten de wereld van het lesgeven, de pianopedagogiek, wordt de pianotechniek vooral geassocieerd met het bouwen, repareren en stemmen van piano's.

## Soorten methoden
Er bestaan talrijke pianomethoden. Een aantal daarvan wordt niet meer toegepast, ofwel omdat ze als principieel verwerpelijk worden beschouwd of achterhaald door het ontstaan van nieuwe inzichten. Maar soms krijgen (delen van) achterhaalde methoden enig eerherstel.
Pianomethoden gaan over het gebruik van spieren en ledematen om de vingers tot de juiste toetsaanslagen te brengen zonder dat dit leidt tot gezondheidsklachten, zoals spier- of peesontstekingen. Juist is hier wat leidt tot een bedoelde pianistisch-muzikale expressie. Het gebruik van de spieren kan niet gezien worden, dat moet men leren voelen. Het gebruik van de ledematen - vingers, pols, (onder)arm - is juist als beweging en/of houding heel zichtbaar.
Sommige methoden richten zich vooral op spiergebruik (Tobias Matthay), anderen op beweging en krachten (Breithaupt). Het doelgericht gebruikmaken van de massa c.q. het gewicht van hand en (onder)arm wordt in de meeste methoden behandeld (gewichtsspel), maar op soms tegenstrijdige wijze. Ook de opvattingen over antagonistisch spiergebruik (al of niet stijve vingers en/of pols) lopen uiteen.

## Historisch overzicht

### Vroege methoden: 16e-17e eeuw
De allereerste pogingen tot het formuleren van een methode stamt van Girolamo Diruta (ca. midden 16e eeuw. - ca. 1610), die in het boek Il Transsilvan, opgedragen aan de Vorst van Transsylvanië, als de oudste klavierschool wordt beschouwd. Hij behandelt klavier- en orgeltechniek gelijktijdig.

### 18e-19e eeuw
Een volgende stap werd gezet door François Couperin, in L'art de toucher le clavecin, het eerste werk waarin klaviertechniek als zelfstandig onderwerp wordt behandeld. Vingerzettingen zijn hier nog zeer primitief, het onder- en overzetten van de vingers om op die manier toonladdersequenties te kunnen spelen is nog niet ontdekt of wordt althans nog niet beschreven. De toonladder begint met de duim, en eindigt met de pink, met daartussen 2-3 of 3-4, en Couperin beschrijft uitvoerig hoe versieringen, agréments, gespeeld kunnen worden.
Carl Philipp Emanuel Bach schrijft in 1753 het werk Versuch ueber die wahre Art das Klavier zu spielen. Hierin treft men behalve bespreking van techniek tevens hoofdstukken aan over begeleiding, voordracht, vrije fantasie en harmonieleer. De vingerzetting is voor het eerst volgens moderne principes geschoeid, inclusief onder- en overzetten bij toonladders en akkoorden. Voorts zijn er voorschriften voor houding en vingerontwikkeling, het aanbevolen gebruik ter afwisseling van clavichord en klavecimbel, en omschrijving van de Manieren, de versieringen en affecten.
In 1762 verschijnt Die Kunst, das Clavier zu spielen van F.W. Marpurg en Anleitung zum Klavierspielen, der schönen Ausübung der heitigen Zeit gemäß entworfen. In deze twee boeken staan veel wetenswaardigheden omtrent technische grondslagen, versieringen en de generaalbaspraktijk.
Verder verschijnen dan steeds meer bundels, zowel theoretisch als praktisch. Te noemen zijn: D.G. Türk die veel aandacht schenkt aan ritme, naast technische beginselen en versieringen, A.E. Müller en L. Adam die minder aandacht aan versieringen en harmonieleer geeft, maar meer op de zuiver technische ontwikkeling gaat focussen. Merkwaardig daarbij zijn de pedaalvoorschriften, die voor het eerst in een leerplan verschijnen. Van de zes of zeven pedaalsoorten die men ten tijde van Adam kende noemt hij er 4. Zijn beschrijvingen geven echter een vaag beeld, omdat pedalen nog niet gestandaardiseerd waren, en vele piano's effectpedalen kenden. Voorts dienen genoemd te worden Muzio Clementi, Johann Baptist Cramer, die een methode schreef waarvan deel 5 door Hans von Bülow is uitgegeven als étudeboek, Johann Nepomuk Hummel en Friedrich Kalkbrenner, die een lat ontwikkelde, de guide-mains of chiroplast, die ter regulering van de handhouding diende te worden gebruikt. Merkwaardig is het feit - en tevens karakteristiek voor de in die tijd heersende ongeestelijke opvatting over techniek - dat dit toestel een tijdlang aanhangers vond, zelfs onder beroemde pedagogen.

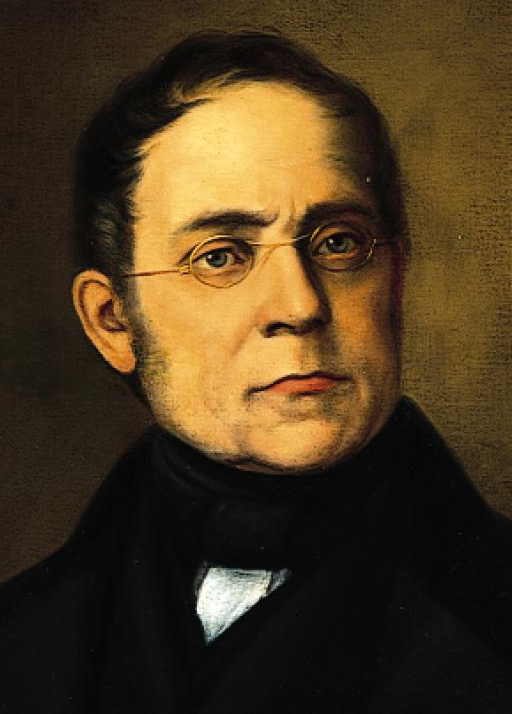
Carl Czerny staat bekend als componist van talrijke étuden en theoretisch-praktische verhandelingen ter bevordering van het pianospel.

Met Carl Czerny komt het techniek-onderwijs vooralsnog tot een hoogtepunt. Hij schreef vele étudeboeken, maar ook theoretisch-praktische verhandelingen. Deze zijn van grote waarde vanwege de uitvoerige op de praktijk gerichte behandeling van de materie. Vinger- en polstechniek komen aan de orde, de fugastijl, uit het hoofd spelen, van blad spelen, transponeren, improviseren, en vele andere aspecten. Vooral de beschouwingen over Beethoven zijn noemenswaardig. De latere elementen van armtechniek en toonbehandeling zijn echter nog niet aan de orde.
Tot de laatste der oudere methodes wordt het werk van Ignaz Moscheles en François-Joseph Fétis gerekend. Dit werk luidt de overgang in naar de nieuwere scholen, en het voornaamste werk van voorgangers wordt hierin gecombineerd. Versieringen zijn niet langer vrij, maar worden gereguleerd, echter improvisatie staat hoog in het vaandel. In dit werk zijn étuden van tijdgenoten als Czerny, Chopin en Cramer-Bülow opgenomen.

### 20e eeuw
De methode van Rudolf Maria Breithaupt kan beschouwd worden als de belangrijkste in Duitsland in begin 20e eeuw, maar Ludwig Deppe is de pedagoog die de grote stoot heeft gegeven tot de omwenteling in de pianomethodiek. Deppe hechtte veel belang aan grote beweeglijkheid: het moest er vooral ook mooi uitzien. Dit aspect van Deppe's aanpak wordt in het algemeen bestreden, onder anderen door de Nederlandse pianist Dirk Schäfer.
In 1907 publiceerde Xaver Scharwenka (1850-1924) zijn Methodik des Klavierspiels. Scharwenka poogde vooral dat wat hij goed vond in de vele toen aangehangen methoden te integreren, met het muzikale oor als basis voor alle oefeningen. Het met armgewicht spelen wilde hij beperken tot het legato (geboden spelen, zonder hoorbare pauzes tussen de tonen); staccato zou met een zwevende arm gerealiseerd moeten worden. Dat laatste is bijvoorbeeld Tobias Matthay niet met hem eens. Verder was Scharwenka van mening dat als regel met beide handen gelijktijdig gestudeerd moet worden, in tegenstelling tot onder andere Deppe's opvatting. Verder was Scharwenka niet bepaald dogmatisch betreffende de lesmethode. Zo vond hij dat er niet één ideale vingerzetting bestaat: de leerling moet zijn eigen vingerzetting bepalen en wel zo dat die hem toelaat het muziekstuk zo comfortabel mogelijk te spelen.
De Française Blanche Selva (1884-1942), als concertpianiste belangrijk voor de destijds moderne Franse en Spaanse pianomuziek, heeft zich intensief beziggehouden met pianomethodiek. Zij schreef een driedelig Enseignement musical en vervolgens in 1921 een tweedelige inleiding daarop: Livre preparatoire. Selva analyseerde uitgebreid de verschillende aanslagmanieren. Zij ziet in het pianospel twee tegenpolen: de werking van de zwaartekracht, leidend tot sonorité en de reactie van het lichaam daartegen als sleutel tot beweging en virtuositeit. Sonoriteit vereist ontspannen spieren, virtuositeit juist spanning. Zij heeft daartoe vele oefeningen bedacht voor het bewust worden en hanteren van houdingen en bewegingen en ook voor een juiste ademhaling daarbij. Zo laat zij, na diepe inademing, vinger, inclusief hand en arm, volledig ontspannen op de toets vallen (chute appuyé), maar ook met een beheerste beweging de toets aanstoten (choc). Deze verschillende soorten aanslag hanteert zij voor de variëteit aan speelmanieren die zij onderscheidt, zoals jeu appuyé, jeu éclatant en jeu léger ou indifférent.
Min of meer een omwenteling werd teweeggebracht door de Engelse pianopedagoog Tobias Matthay, die als sluitstuk van zijn vele publicaties over piano-onderricht zijn inzichten en ervaringen samenvatte in The Visible & Invisible in Pianoforte Technique. Hij baseerde zijn opvattingen op een grondige analyse van de fysiologie van het pianospelen en op de natuurwetten die de werking van de pianomechaniek bepalen. Wat het spierstelsel betreft doet hij recht aan zowel het antagonistische als aan het duale (sterke versus zwakke spieren) karakter daarvan. De wetenschappelijk gegrondveste inzichten van Matthay vormden voor de Nederlandse pianopedagoog Bob Brouwer de basis voor zijn pianoleerboek Pianistisch perspectief.
De Russische pianist en pianopedagoog Heinrich Neuhaus, die tot zijn dood in 1964 les gaf aan het Conservatorium van Moskou, schreef tevens een boek, dat naar 16 talen vertaald werd: The Art of Piano Playing (1958). Dit boek wordt gezien als een van de meest toonaangevende geschriften op het gebied van pianopedagogiek en -methodiek uit Rusland, en vormde de basis voor een hele generatie Russische virtuozen.
In Nederland is in de 20e eeuw vooral Cornelius Berkhout (1892-1958) als pianopedagoog bekend geworden. Berkhout was leerling van Dirk Schäfer (1873–1931) en tot zijn dood docent aan achtereenvolgens het Muzieklyceum en het Conservatorium te Amsterdam. Ontevreden over de destijds in zwang zijnde pianomethoden ontwikkelde hij een aantal nieuwe en effectieve concepten en oefeningen gebaseerd op puur functionele houdingen en bewegingen. Zijn De Kunst van het Pianospel, De uitbeelding der techniek en de techniek der uitbeelding bevat, behalve een aantal globale aanzetten over zijn fysiologische uitgangspunten, vooral zijn filosofie over de integratie van techniek en verbeelding. In twee gedeelten worden zowel het pianospel in technische zin behandeld als de interpretatie en het geestelijk-artistieke element. Dit boek is heruitgegeven, naar het typoscript geredigeerd en geannoteerd door Ben Smits en Albert Brussee.
Daarnaast bracht pianist en componist Karel August Textor in 1927 een boek uit met de tot die tijd belangrijkste bevindingen in de pianotechniek en -methodiek. Textor noemt zijn boek Methodiek van het pianospel en schreef het als leidraad voor het piano-onderwijs en muziekexamens. Textor werkte in die tijd als docent aan het conservatorium in Den Haag en was secretaris van de KNTV. Zijn boek verdeelt het onderwijs in trappen, met elk hun specifieke moeilijkheden. Daarnaast geeft Textor een historisch, maar niet volledig overzicht van de gebruikelijke methodes van die dagen.

## Andere bronnen
Noemenswaard zijn nog: Basic Principles in Pianoforte Playing door Josef Lhévinne, Piano Technique door Walter Gieseking en Piano Technique: Tone, Touch, Phrasing and Dynamics (1982) door L.H. Phillip, vanwege hun wat minder theoretische en meer pragmatisch gerichte aanpak van het pianospel.
Wilhelm Christiaan Maria Kloppenburg geeft in twee publicaties een uitgebreid historisch overzicht van alle belangrijke pianomethodieken; een deel van het bovenstaande is daaraan ontleend.